# Hubert Kulmer
Hubert „Hubsi“ Kulmer (* 30. Oktober 1953 in Puch bei Weiz, Steiermark; † 9. Juli 2021 ebenda) war ein österreichischer Fußballspieler und -trainer. Während seiner aktiven Laufbahn absolvierte der (Flügel-)Stürmer fast 300 Pflichtspiele für den SK Sturm Graz. Sein größter Erfolg war der Gewinn des österreichischen Bundesliga-Vizemeistertitels im Jahr 1981.

## Karriere

### Sportliche Laufbahn
Hubert Kulmer wuchs in Puch bei Weiz auf. Weil es im Ort noch keinen Fußballverein gab, begann er als Jugendlicher beim SV Anger in der Nachbargemeinde, wo er auch zur Schule ging. Im Alter von 15 Jahren spielte er bereits in der Kampfmannschaft. Nach drei Saisonen bei Anger wechselte er zum SC Weiz in die Regionalliga. Trotz eines Probetrainings bei Rapid Wien unterschrieb Kulmer am letzten Transfertag des Sommers 1973 einen Vertrag bei Sturm Graz unter Trainer Karl Schlechta.
Der 19-jährige Oststeirer konnte sich bei Sturm von Anfang an beweisen. Gleich in seiner ersten Saison gelangen den Grazern sechs Siege in Folge, ein Vereinsrekord, der 44 Jahre lang unerreicht blieb. In der sechsten Runde leistete Kulmer mit dem Treffer beim 1:0-Auswärtssieg bei Austria Salzburg einen nicht unerheblichen Beitrag zu dieser Serie. Im September 1974 erzielte er ein Tor beim 2:1-UEFA-Pokal-Sieg gegen Royal Antwerpen im Liebenauer Stadion, aufgrund der Auswärtstorregel scheiterten die Steirer jedoch an den Belgiern. Neun Monate später unterlag Sturm im ÖFB-Cup-Finale knapp der SSW Innsbruck, nachdem Kulmer im Rückspiel dreimal getroffen hatte, eines der Tore aber wegen Abseits aberkannt worden war. Die erfolgreichste internationale Saison hatte er im Europapokal der Pokalsieger 1975/76, als Sturm nach Siegen gegen Slawia Sofia und Haladás Szombathely erst im Viertelfinale Eintracht Frankfurt unterlag. Einen prestigeträchtigen 6:5-Testspielsieg samt Torerfolg konnte er mit Sturm am 26. Oktober 1976 gegen den FC Bayern München bejubeln.
Nachdem er meistens als Stürmer (oft an der Seite von Gernot Jurtin und Kurt Stendal) aufgelaufen war, spielte Kulmer später im Mittelfeld hinter Božo Bakota und Jurtin. Ende November 1980 traf er beim 3:1-Heimsieg gegen Rapid, mit dem Sturm den ersten Herbstmeistertitel der Vereinsgeschichte fixierte. Letztlich verpassten die Grazer um gerade einmal einen Punkt ihre erste Meisterschaft. Zwar gingen sie als Tabellenführer in das letzte Heimspiel, mussten sich im restlos ausverkauften Liebenauer Stadion aber Rapid geschlagen geben und verloren den Titel damit noch an Seriensieger Austria Wien. Als Sturm und Kulmer sich 1982 nicht auf einen neuen Vertrag einigen konnten und der Verein zudem seinen Kader verkleinerte, beendete der Oststeirer seine Bundesliga-Karriere. Nach 57 Pflichtspieltoren für die Grazer ging er zurück zum SC Weiz und spielte später noch für den USV Jennersdorf.

### Weitere Karriere
Hubert Kulmer arbeitete bereits während seiner aktiven Karriere hauptberuflich beim Finanzamt in Graz. Zwölf Jahre nach seinem Abschied von Sturm startete er beim SC Gleisdorf eine mehr als 25-jährige Trainerlaufbahn. Als Spielertrainer verhalf er dem Klub zum Aufstieg in die Oberliga. Auch bei seiner nächsten Station, dem SC Breitenfeld, trat er bis ins Alter von 45 Jahren bei Meisterschaftsspielen als Spielertrainer in Erscheinung. Von 1999 bis 2005 betreute er den SC Weiz und führte seinen ehemaligen Jugendklub in die Landesliga. Der spätere Sturm-Trainer Christian Ilzer gehörte dabei zeitweise zu seinen Schützlingen. Nach Engagements in Pöllau, Fehring, Bad Gleichenberg und Kohfidisch kehrte er 2012 mit A-Lizenz nach UEFA-Standard zu seinem ersten Jugendverein, dem SV Anger, zurück. In Folge seiner dritten Dienstzeit bei Fehring arbeitete er noch in Feldbach, Großklein und Sinabelkirchen, ehe er 2020 seine Karriere beendete.
Kulmer war geschieden und starb im Juli 2021 nach langjähriger schwerer Krankheit im Alter von 67 Jahren.

## Erfolge
- Österreichischer Vizemeister 1980/81
- Viertelfinale des Europapokal der Pokalsieger 1975/76